# 昭平君
昭平君（?—?），西汉汉武帝时贵族，姓名不详，汉武帝的同母妹隆虑公主和陳蟜的儿子，昭平君娶了汉武帝的女儿夷安公主。
隆虑公主临死向汉武帝求情，以金千斤、钱千万请求预先对自己的儿子昭平君获罪免死。公主死后，昭平君还是喝醉后杀了公主的保傅。下狱后，汉武帝想赦免外甥，说：“我妹妹只有这一个儿子，临死托付给我。”但最后汉武帝还是依法处死外甥，悲痛不已。东方朔对汉武帝说：“臣闻圣王为政，赏不避仇雠，诛不择骨肉。《书》曰：‘不偏不党，王道荡荡。’此二者，五帝所重，三王所难也。陛下行之，是以四海之内元元之民各得其所，天下幸甚！臣朔奉觞，昧死再拜上万岁寿。”